# Геленув (гміна Озоркув)
Геленув (пол. Helenów) — село в Польщі, у гміні Озоркув Зґерського повіту Лодзинського воєводства.
Населення — 199 осіб (2011).
У 1975-1998 роках село належало до Лодзинського воєводства.

## Демографія
Демографічна структура станом на 31 березня 2011 року:
|          | Загалом | Допрацездатний вік | Працездатний вік | Постпрацездатний вік |
| -------- | ------- | ------------------ | ---------------- | -------------------- |
| Чоловіки | 102     | 22                 | 68               | 12                   |
| Жінки    | 97      | 15                 | 61               | 21                   |
| Разом    | 199     | 37                 | 129              | 33                   |